# Kontakthof
 (décembre 2016).
Améliorez-le ou discutez des points à vérifier. 
 (avril 2012).
Si vous disposez d'ouvrages ou d'articles de référence ou si vous connaissez des sites web de qualité traitant du thème abordé ici, merci de compléter l'article en donnant les références utiles à sa vérifiabilité et en les liant à la section « Notes et références ».
Kontakthof est une pièce chorégraphique de Pina Bausch, créée en 1978 et reprise en 2000 et 2008 avec des amateurs.

## Résumé
Kontakthof est une succession de petites scènes sans lien apparent, mais reliées indirectement par le thème de la pièce : l’histoire d’un contact, du lien que peut créer une rencontre. Ce sont des hommes et des femmes et tout ce que représente l’union de ces deux sexes (séduction, violence, attirance, manipulation, sexualité, etc.). Ils marchent, ils courent, ils dansent, et se touchent.
La pièce débute sur une ligne de danseurs située en fond de scène. Une des interprètes s’avance vers le public afin de se montrer sous toutes les coutures (d’abord les mains, puis les cheveux, etc.), ensuite imitée par les autres. Les corps sont exposés, ils semblent n’être qu’une simple marchandise donnée au spectateur. Le danseur se vend, met en avant ses qualités et ses défauts. Pina Bausch avait précisé que cette scène avait été faite en souvenir de ses années de jeune danseuse, lorsque, durant des concours notamment, les danseurs devaient se présenter à leur jury sous toutes leurs coutures : de profil, de dos... afin d'être jugés sur leur physique.
Sur une succession de tableaux, la femme se perd sous l’influence masculine oppressante. Le spectacle s’achève sur une « ronde à la Pina », où chaque danseur effectue une suite de petits gestes tirés de la vie quotidienne, mettant en évidence la gêne ou la séduction. Ces gestes intimes liés au contact et aux relations homme/femme, sont médiatisés par Pina Bausch, qui les place dans le contexte d'un bal.

## Historique

### Les trois versions
La première intention de Pina Bausch, lorsqu’elle créa Kontakthof en 1978, était de reprendre la pièce avec ses danseurs lorsqu’ils auraient soixante ans. Le spectacle a effectivement connu trois versions, toutes créées à Wuppertal.
La première date de décembre 1978. Il s’agit de la création du spectacle avec les danseurs de la troupe du Tanztheater. Avant la générale elle s’appelait encore « Assieds-toi et souris ! », et le soir de la première, elle avait trouvé son titre définitif : Kontakthof.
En février 2000, Pina Bausch monte la pièce à nouveau, sous le nom Kontakthof für Damen und Herren ab 65 (Kontakthof pour dames et messieurs de plus de 65 ans). Cette version est interprétée par des personnes âgées totalement étrangères au monde de la danse. Les répétitrices pour ce projet sont Béatrice Libonati et Josephine Ann Endicott. Dominique Mercy est chargé de diriger les groupes d’amateurs pour les auditions.
Créée en 2008, la troisième version a été montée quelques mois avant le décès de la chorégraphe. Dirigée par Josephine Ann Endicott et Bénédicte Billiet, la pièce était dansée par des adolescents volontaires entre 14 et 18 ans, qui n’étaient jamais montés sur scène et n’avaient jamais dansé auparavant. Un documentaire a été tourné sur cette troisième version : Les Rêves dansants. Sur les pas de Pina Bausch.
À travers ces trois moutures apparaissent des différences et des similitudes.

### Similitudes et différences
Les trois versions reposent sur la même chorégraphie. C’est exactement la même pièce dansée par des personnes différentes : mêmes costumes, même scénographie, mêmes mouvements et mêmes thèmes. Cependant, des différences sont visibles, liées à l’âge des interprètes.
D’abord, les capacités physiques varient entre les adolescents et les seniors ; cela entraîne nécessairement des différences dans l’interprétation, la gestuelle, la manière de danser. De plus, les corps sont marqués par le temps : corps adolescents entre enfance et âge adulte ; corps matures des danseurs du Tanztheater, en pleine force de l’âge ; corps marqués par le temps des seniors, avec leurs imperfections.

« Des corps imparfaits, des pieds tordus, de gros ventres, des cous fripés, des varices sur les jambes, des poches sous les yeux, petits, grands, gros, minces, certains encore beaux, d’autres plus très beaux, un peu pour tous les goûts, bref : des personnes âgées. Des épaules qui s’affaissent, de fausses dents. »

En conséquence, le message véhiculé au public est différent : l’expérience de vie apportée influe sur la réception. La version pour plus de 65 ans représente par exemple une danse, voire une course contre la mort, bien plus intense que la version originale.
Le vécu des seniors a influé sur leur interprétation : « Chacun de ces seniors est un être humain avec son propre parcours, son destin, sa psyché, son âme, son état de santé. Beaucoup d’entre eux ont déjà subi de lourds revers de santé et du sort […] : eh oui, des personnes âgées, quoi. Mais les seniors à qui j’ai affaire maintenant ne baissent pas les bras. » Ils ont tiré de cette expérience une soif de vivre encore.
La version pour adolescents entre 14 et 18 ans au contraire apporte une naïveté et une fraîcheur au spectacle. Alors que les personnes âgées représentaient l'expérience et la sagesse, les adolescents, eux, sont à la recherche de leur propre identité, corporelle notamment. C'est en ce sens que leur participation au spectacle les a fondamentalement aidés à grandir, à gagner en maturité et à apprendre à connaître et maîtriser leur propre corps.

### Témoignages
Josephine Ann Endicott, qui a participé à la création de la pièce et a été répétitrice pour les deux versions suivantes, témoigne de la difficulté de mener à bien ces projets, tout en les présentant autant comme un défi que comme une formidable aventure humaine. Ainsi, elle estime que la version pour plus de 65 ans a été bénéfique à tous points de vue.
« Mais quand-même, quoi de plus passionnant pour les kontakthöfleurs que de pouvoir plonger dans le monde du théâtre… Sortir du train-train quotidien. Pour leur avoir donné la possibilité de réaliser ce rêve, ils gardent à Pina une reconnaissance éternelle. En fin de compte, un cadeau inimaginable. Un enrichissement sans pareil. »
Un aboutissement qui ne s’est pas fait sans heurt, que ce soit à titre individuel ou collectif. Karlheinz Buchwald évoque dans son témoignage la difficulté pour un corps âgé de se confronter à la danse :

« Si je me concentrais sur mon bras, c’était mon pied qui partait de travers. Si je pensais à sourire, je faisais de faux mouvements. Et apparemment, la liaison des synapses dans mon cerveau ne fonctionnait pas de manière à me faire mémoriser ces mouvements. Je prenais peu à peu conscience du haut degré d’entraînement, de concentration et de spécialisation des danseuses et des danseurs que nous avions vus et – à fort juste titre – admirés sur scène. »

Mais la confrontation est parfois également épineuse entre le collectif des danseurs amateurs et le monde de la danse qu’ils découvrent :

« D’où une grosse crise, qui atteignit son apogée lorsque les seniors réclamèrent de Pina qu’elle modifie la pièce. Nous n’étions après tout que des amateurs, et vieux avec ça, on ne pouvait évidemment pas tout faire comme la compagnie, à commencer par ce déhanchement obscène. […] Je trouvais ces revendications étroites d’esprit. C’est bien Kontakthof que je voulais, et pas une version pour pantouflards. »

Pour les jeunes, le carnet de bord de Jo-Ann Endicott indique bien à quel point les liens se sont noués entre la répétitrice et ses danseurs : « Notre première en ouverture du Festival Pina Bausch en novembre 2008 a été un succès énorme. Une réussite. Une victoire. Yeah ! The teenagers forever. Vous avez été géniaux. Fabuleux. (…) Pour certains, j’imagine que Kontakthof a été votre point d’ancrage pendant cette période difficile qu’est la puberté. Pas vrai ? »

## Scénographie
Les femmes sont vêtues de robes de soirée chics et colorées, les hommes arborent des costumes sombres et élégants. Les costumes ne sont pas les seuls éléments qui nous ramènent à la soirée dansante ; Pina Bausch choisit de faire évoluer ses danseurs dans un décor de salle des fêtes désuète.
« Le seul décor manifeste la volonté d’exposer ouvertement la réalité artistique : « Kontakthof », c’est une grande pièce grise à haut plafond style 1900, aménagée en salle de danse, avec une estrade, un piano, un cheval à bascule automatique et une rangée de chaises. L’endroit rappelle la salle de répétition du Tanztheater à Wuppertal : un ancien cinéma. »
Le décor bâti par Rolf Borzik évoque bien un lieu de rencontres, où les sujets chers à Pina Bausch peuvent s’exprimer pleinement.

## Thématiques
Le thème majeur abordé dans Kontakthof est celui du rapport entre les hommes et les femmes, thème assez récurrent chez Pina Bausch. Les rapports étroits entre les hommes et les femmes soulignent la réalité de la vie, les envies, les besoins, la tentation, l'excitation, la sexualité, les désirs, mais bien entendu cela révèle également le rejet, les déchirements, les trahisons, la violence...
À la fin du spectacle, une femme entre en scène vêtue d’une robe légère rappelant un déshabillé de soie rose pâle orné de dentelle blanche. Ce costume évoque à la fois la candeur et la sensualité, contrastant avec la sobriété des costumes sombres des hommes. Seule, immobile et impassible, la femme est consolée, d’abord par un homme, puis par deux, trois, jusqu’à neuf messieurs dont les gestes, de tendres, deviennent peu à peu violents. Des gestes en apparence anodins (caresse sur les cheveux, le nez, le ventre, le genou…), qui se transforment, sous les effets conjoints de l’accélération et le l’accumulation, en geste brutaux et agressifs.
Les rapports hommes/femme sont un thème universel, ce qui fait de Kontakthof une pièce qui nous parle, quels que soient l’époque, le lieu, ou même l’âge des interprètes. C’est dans le lien parfois conflictuel entre l’homme et la femme que Pina Bausch trouve principalement son inspiration. Kontakthof se place comme une œuvre majeure sur ce thème. La chorégraphe y rappelle la complexité des rapports qu’entretiennent entre eux les deux sexes, et porte alors une réflexion sur la société dans laquelle ils évoluent. Son travail propose des sujets universels, rendus accessibles et compréhensibles à tous. L’intention de toucher le public, quels que soient son âge et ses origines, est visible à travers les différentes versions de la pièce. Du fait de ces trois versions du spectacle, et de la richesse d’interprétation qu’elles fournissent, le spectateur reçoit la pièce d’une façon différente, tout en y décelant des thèmes universels.

## Réception critique
Lorsque Pina Bausch crée Kontakthof, elle n’en est plus à ses débuts. Si, au commencement, le Tanztheater a connu des moments difficiles – comme le montre le livre de Josephine Ann Endicott, Je suis une femme respectable  – Kontakthof est en revanche bien accueilli.
Kontakthof pour dames et messieurs de plus de 65 ans a marqué les esprits ; les corps âgés ont imprimé une image poignante de fragilité, d’un amour qui anime encore les corps malgré l’âge, la décrépitude :

« Guerre ou bataille des humeurs et des sentiments, certes on connaît la chanson, seulement il n'est pas donné à tout le monde de la savoir chanter. Diagonales vertigineuses, solitudes atroces, rondes poignantes, duos féroces, les mains qui palpent, les jambes qui traînent, la vie qui va, le temps qui part, la danse qui vole et nous délivre. »

Le spectacle est également un reflet du quotidien, une lentille grossissante qui réunit sous sa focale les vieux et les jeunes autour de thèmes universels : « On est ému, on rit beaucoup. L'éternel jeu de la séduction qui dans ce long spectacle de 3 h 30 faisait merveille pour de beaux et jeunes danseurs, fonctionne tout aussi bien pour des danseurs amateurs, âgés, reflets de la vie quotidienne. »

## Influence de la pièce
Kontakthof est une pièce importante du répertoire de Pina Bausch. Elle est utilisée comme base du documentaire Les Rêves dansants. Sur les pas de Pina Bausch qui retrace les répétitions de la version pour adolescents.
La pièce participe au rayonnement international de la troupe de Pina Bausch et au développement de la danse-théâtre. Kontakthof a été jouée par le Tanztheater Wuppertal dans le monde entier – Japon, Amérique du sud, Europe, Amérique du Nord, Moscou et Taipei – pendant plus de vingt ans : de 1978 à 2001. La version pour seniors a été jouée pendant dix ans, de 2000 à 2010, dans toute l’Europe. Les adolescents ont fait une tournée française en 2009.
La pièce permet également de changer les regards sur la danse. Les amateurs indiquent qu’ils ont connu des difficultés à être dirigés, et qu’il leur est apparu que, malgré l’apparente liberté qu’ils avaient ressentie en voyant le spectacle, les danseurs étaient en réalité très strictement cadrés. Néanmoins, l’apport des danseurs, leur expérience personnelle, est fondamentale dans Kontakthof et conditionne une nouvelle façon de créer des spectacles de danse. Nombre de chorégraphes ont été inspirés par l’œuvre de Pina Bausch, dont Kontakthof est un parfait exemple. Nous pensons par exemple à Raimund Hoghe, ou encore à Dominique Bagouet qui, dans les années 80, recrute les danseurs en fonction de leur personnalité et non de leur physique, pour construire ensuite des solos adaptés à leur personnalité.
Avec ses trois versions, Kontakthof est également l’occasion de radicaliser cette philosophie de Pina Bausch, qui choisit ses danseurs en fonction de leur vécu plus que de leur physique. Dans Kontakthof pour hommes et femmes de plus 65 ans et pour adolescents de plus de 14 ans, les danseurs n’ont pas des corps athlétiques, ils ont leurs défauts, mais ceux-ci renforcent le spectacle au lieu de l’affaiblir. Pina Bausch a également prouvé qu’avec du travail et de l’expérience, des amateurs pouvaient tout à fait atteindre un niveau respectable :

« Quand je repense à la première de Kontakthof [version seniors] ou que je me repasse de vieilles vidéos et que je compare les capacités des danseurs au début avec celles d’aujourd'hui, c’est le jour et la nuit. Comparés avec l’assurance, la précision, la perfection qu’ils ont aujourd'hui. Il faut dire qu’au bout de cinq ans, on n’est plus un profane. Chacun est maintenant son propre moi sur scène. »